# Heinrich Schickhardt (Admiral)
Heinrich Schickhardt (* 2. Mai 1885; † 1944) war ein deutscher Konteradmiral der Reichsmarine.

## Leben
Heinrich Schickhardt trat am 1. April 1902 in die Kaiserliche Marine ein. Am 15. November 1913 wurde er Kapitänleutnant. Später war er bis November 1916 erst Kommandant des Torpedobootes S 145 und dann von B 111. B 111 kommandierte er auch in der Schlacht am Skagerrak. Anschließend war er bis Oktober 1918 als Referent an der Torpedoinspektion. Bis Kriegsende wurde er Chef der 16. Torpedoboots-Halbflottille.
Nach dem Krieg wurde er in die Reichsmarine übernommen und hier am 1. Januar 1921 Korvettenkapitän. Als solcher war er im gleichen Jahr Adjutant bei der Marinestation der Ostsee. Am 1. Januar 1928 folgte seine Beförderung zum Fregattenkapitän und am 1. April 1929 zum Kapitän zur See. 1930 war er Inspektor der Marinedepot-Inspektion in Wilhelmshaven. Später erhielt er noch den Charakter als Konteradmiral verliehen.
Ab 1939 war er stellvertretender Prisenrichter am Oberprisenhof Berlin.